# Доровлёв, Николай Александрович
Николай Александрович Доровлев (25.02.1896 г. Петербург — 1960 г. Коломна) — инженер-конструктор, создатель первых советских миномётов, лауреат Сталинской премии, кавалер ордена Ленина.

## Биография
Родился в Санкт-Петербурге в семье педагога. Дворянин. С 1908 по 1912 годы жил в Саратове. После окончания реального училища поступил на механическое отделение Петроградского политехнического института. В 1915 году добровольцем вступил в армию, направлен в Петергофскую школу прапорщиков. В ноябре 1915 года в чине прапорщика служил начальником команды разведчиков-наблюдателей 67-й артбригады на Западном фронте. В следующем году — произведен в подпоручики, служил старшим офицером в третьей батарее 133-го артдивизиона. В начале 1917 года стал командиром 3-й батареи в чине поручика. С 1918 года — в Красной армии на Восточном фронте. Окончил Высшую артиллерийскую школу. В 1924 году назначен командиром гаубичного дивизиона. В 1930 году окончил артиллерийскую Академию в Ленинграде. После чего получил назначение командиром 45-го артполка в Киеве. Но уже через три месяца Н. А. Доровлев был назначен в артиллерийский научно-исследовательский институт в должности военного инженера высшей категории.
В артиллерийском НИИ РККА Доровлев прослужил семь лет. Руководил конструкторско-испытательной группой (группа «Д» по начальной букве фамилии руководителя) по миномётам Газодинамической лаборатории. Николай Александрович Доровлев — создатель первого отечественного миномёта — 76-мм мортиры, первого миномёта. принятого на вооружение в РККА — 107-мм миномёта (1934 г.), через два года в войска поступил 82 БМ-36 конструкции Доровлева. Николай Александрович является руководителем разработок и производства 76-мм МБ, 60-мм РМ (ротного миномёта), 107-мм и 120-мм полковых миномётов, 150-мм и 165-мм газодинамических миномётов, 132-мм и 245-мм реактивных миномётов. Можно с уверенностью сказать, что к началу Великой Отечественной войны всё миномётное вооружение Красной армии состояло из образцов, созданных под руководством конструктора Доровлева.
Но, несмотря на все заслуги, военинженер 1-го ранга Николай Александрович Доровлев уже после начала Великой Отечественной войны был 20 августа 1941 года арестован и через 1,5 года следствия осужден на 4 года. Наказание отбывал в ОКБ-172 (Особом Конструкторском Бюро) в городе Молотове, где с другими арестованными учеными продолжал работать над созданием новейших миномётных систем.
1 мая 1945 года Николай Александрович был освобожден (но, на тот момент. ещё не реабилитирован, полная реабилитация будет объявлена в январе 1956 года) и назначен первым заместителем специального конструкторского бюро в Коломне.
3 марта 1950 года постановлением Совета Министров СССР ему присуждена Сталинская премия 2-й степени. В 1956 году Н. А. Доровлев награждён орденом Ленина.